# Bernhardin II. von Herberstein

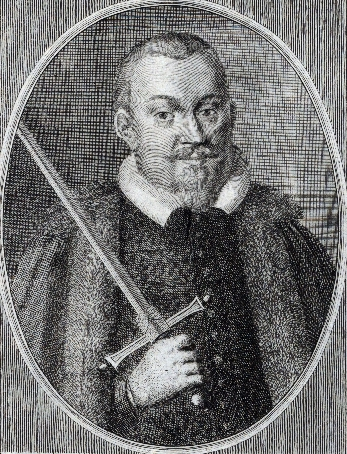
Bernhardin II. von Herberstein

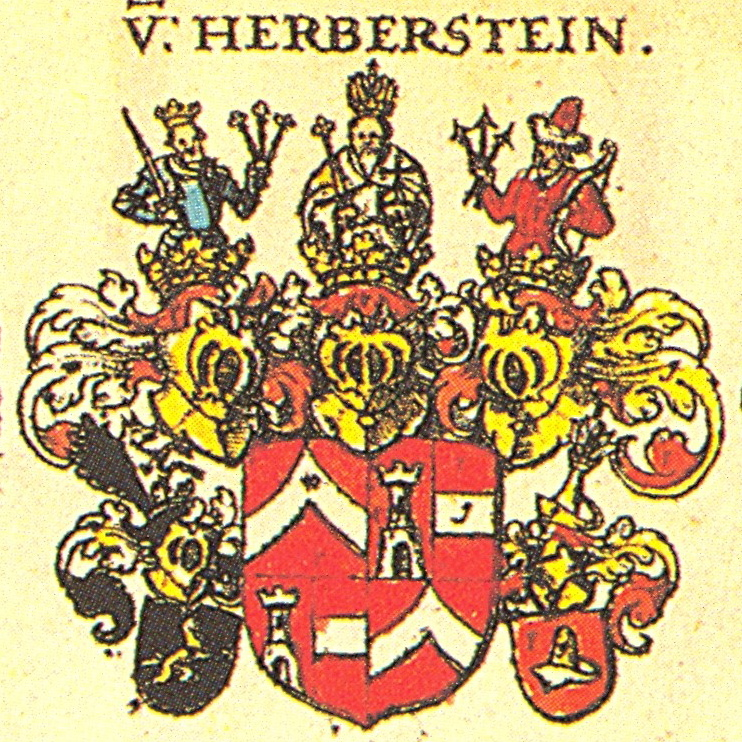
Das Wappen der Freiherren von Herberstein in Johann Siebmachers Wappenbuch 1605

 Bernhardin II. von Herberstein Reichsfreiherr zu Neuberg und Gutenhag (* 1566; † 30. Juli 1624) war ein österreichischer Adliger, Herr der Herrschaften Herberstein Reifenstein und Krems, Pfandinhaber der Herrschaften Lankowitz und Greißenegg Obersterbland-Kämmerer und Erbland-Truchsess im Herzogtum Kärnten. Er stand in besonderer Gunst des Erzherzogs Ferdinand II. von Österreich, des späteren Kaisers Ferdinand II. (* 1587, † 1637) – der ihn zum erzherzoglichen Kämmerer, Oberststallmeister und später zum Geheimen Rat und kaiserlichen Oberst-Hofmarschall ernannte – und wurde auch von dessen Gemahlin, Maria Anna Herzogin von Bayern, hoch geschätzt. Er war der nähere Stammvater der älteren Hauptlinie der Herberstein im Herzogtum Steiermark.

## Herkunft
Bernhardin II. Freiherr von Herberstein stammte aus dem österreichischen – genauer gesagt steiermärkischen – Uradelsgeschlecht von Herberstein, und zwar aus der älteren steirischen Hauptlinie, die sich von Georg von Herberstein zu Schloss Herberstein († 1458) ableitet und bereits 1531 bzw. 1537 in den Freiherrenstand erhoben wurde.
Der Vater von Bernhardin II. war Georg der Breite von Herberstein, Reichsfreiherr zu Neuberg u. Gutenhag (* 28. Jänner 1529, † 1586) Erbkämmerer und Erbtruchsess im Herzogtum Kärnten, der – trotz seinem Bekenntnis zum Luthertum – von streng katholischen Erzherzog Karl II. von „Innerösterreich“ 1570 zum Landesverweser und 1580 zum Landeshauptmann im Herzogtum Steiermark ernannt wurde.
Bernhardins Mutter war Barbara Schintel von Dromsdorf (* 1530, ⚭ 30. Juni 1555, † c. 1575), die aus dem schlesischen Herzogtum Schweidnitz-Jauer stammte. Sie war eine Tochter des Bernhard Schintel von Dromsdorf († 30. Jänner 1549) und der Katharina Czernohorska von Boskovic († n. 1559) (aus dem mährischen Uradelsgeschlecht der Herren Czernohorsky von Boskowitz).
Bernardin II. hatte zahlreiche Geschwister, von denen Georg Andreas Freiherr von Herberstein, Geheimer Rat und Kämmerer des Erzbischofs von Salzburg bemerkenswert ist, da er durch seine Ehe (18. Mai 1586) mit Anna Sibylla Reichsfreiin von Lamberg (+ 28. Oktober 1621), einer Tochter des Sigismund Reichsfreiherrn von Lamberg zu Ortenegg u. Ottenstein (* 1536, † 1616/19) und der Siguna Eleonore Fugger Freiin von Kirchberg u. Weissenhorn († 1576) zum Stammvater der 1729 erloschenen schlesischen Linie der Herberstein wurde.

## Leben
Bernhardin II. Freiherr von Herberstein trat 1586 nach dem Ableben seines Vaters die Nachfolge in dessen Besitzungen an, da nicht weniger als vier seiner älteren Brüder vorzeitig verstorben oder in Kriegsdiensten gefallen waren. Er wurde dadurch Herr der Stammherrschaft Herberstein sowie der Herrschaften Reifenstein und Krems, Pfandinhaber der Herrschaften Lankowitz im Bezirk Voitsberg in der Weststeiermark und Greißenegg (bei Voitsberg im weststeirischen Hügelland). Zugleich folgte er auch in den Erbämtern der Familie als Erblandkämmerer und des Erblandtruchsess im Herzogtum Kärnten.
Durch seine Hofämter stand Herberstein in engem Kontakt zu seinem Landesherren, dem Erzherzog von Österreich und späteren Kaiser Ferdinand II., der nominell seit 1590 der Regent der „Innerösterreich“ genannten Unterteilung der Erbländer des Hauses Österreich war, die die Herzogtümer Steiermark, Kärnten, Krain und die Grafschaft Görz umfasste. Im Jahre 1596 übernahm Erzherzog Ferdinand II. effektiv die Regierung von Innerösterreich, wobei ihm unter entsprechender Mitwirkung Herbersteinds bereits im selben Jahr die Stände in der Steiermark huldigten. Herberstein der sich – anders als sein Vater – zur Römisch-katholischen Kirche bekannte, gelang es bald, dessen besonderes Vertrauen zu erwerben, wodurch er zu dessen Kämmerer und Oberststallmeister ernannt wurde. Er wurde auch von dessen Gemahlin der Erzherzogin und späteren Kaiserin Maria Anna Herzogin von Bayern hoch geschätzt.
Später wurde Herberstein Geheimer Rat und da Erzherzog Ferdinand II. 1617 König von Böhmen und 1618 auch König von Ungarn geworden war, königlicher Rat und königlicher Oberst-Hofmarschall, wobei er in dieser Funktion an der 1619 zu Frankfurt erfolgten Krönung Ferdinands II. zum Römisch-deutschen Kaiser mitwirkte. In der Folge wurde er kaiserlicher Rat und kaiserlicher Oberst-Hofmarschall, wobei er als Geheimer Rat die Möglichkeit hatte, die Politik seines Landesherren – sowohl in den habsburgischen Erbländern als auch im Heiligen Römischen Reich – zu beeinflussen. Es ist jedoch nicht bekannt, dass er auf die damaligen politischen Entwicklungen außerhalb der Länder von „Innerösterreich“ – etwa auf die harte Politik von Erzherzog Ferdinand von Österreich als König von Böhmen, die letztlich zum Dreißigjährigen Krieg führte – einen entscheidenden Einfluss ausgeübt hätte.
Im Hinblick auf sein Alter – er war inzwischen 66 Jahre alt – legte Herberstein 1622 seine politischen Ämter zurück und zog sich auf seine Güter zurück.
Im Häuslichen Bereich setzte er die erheblichen Umbauten in Schloss Herberstein fort, die sein Vater, Freiherr Georg „der Breite“ vorgenommen hatte. So ließ er ließ den äußeren Burggraben überbauen und die schon von seinem Vater begonnenen Arbeiten am Florentinerhof fortsetzen. Fertiggestellt wurde dieser aber erst von seinem Sohn Johann Maximilian I. wodurch die mittelalterliche Burg endgültig in eine Residenz der Renaissance umgestaltet und erweitert wurde.
Bernhardin II. von Herberstein Reichsfreiherr zu Neuberg und Gutenhag verstarb zwei Jahre nach seinem Ausscheiden aus den politischen Ämtern am 30. Juli 1624 und wurde im Franziskanerkloster zu Maria Lankowitz beigesetzt.

## Ehe und Kinder

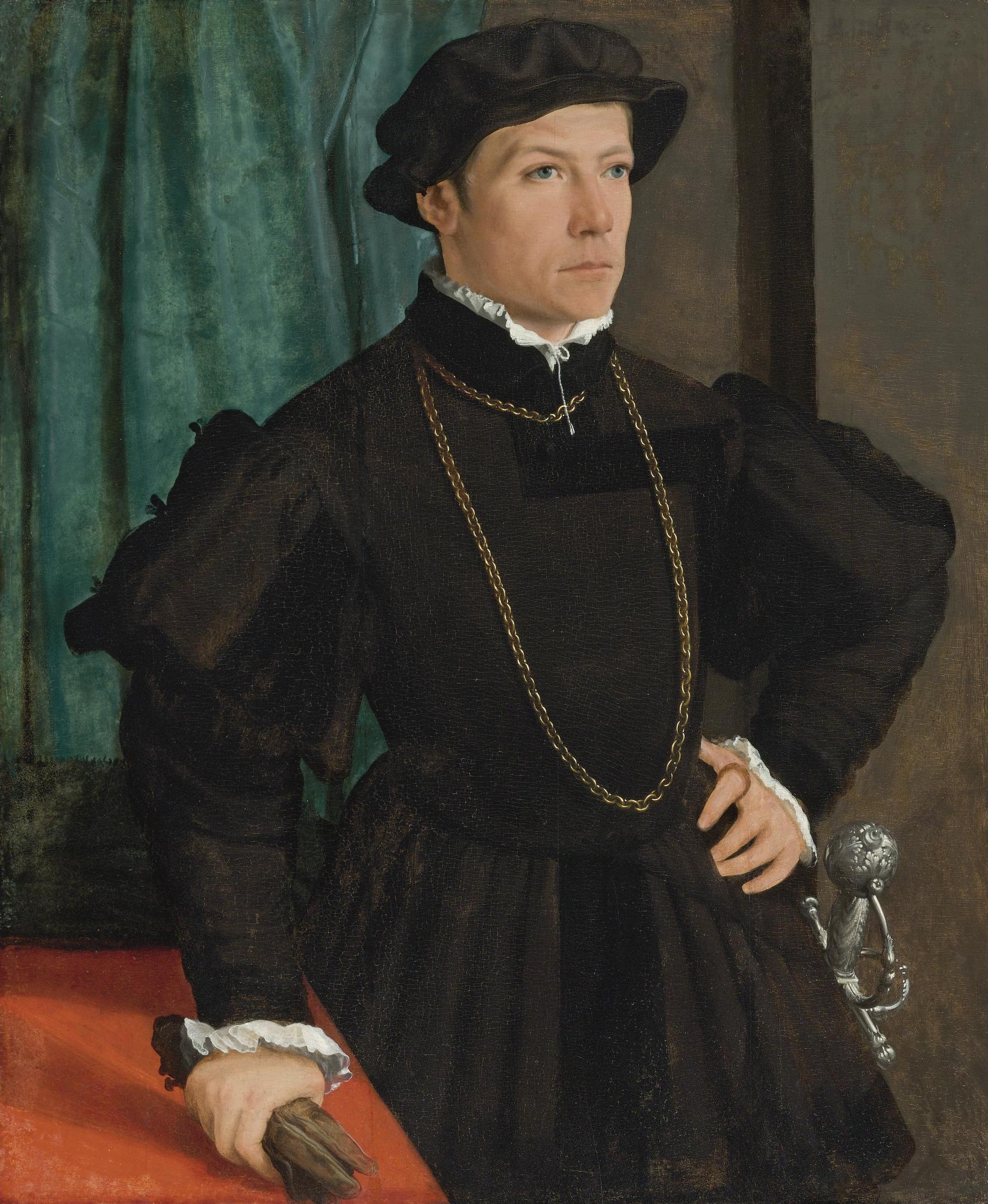
Johann Jakob Fugger (1516–1575), Schwiegervater von Bernhardin II. Freiherrn von Herberstein

Bernhardin II. ging zwei Ehen ein. Er heiratete in erster Ehe Maria Constantia Fugger Freiin von Kirchberg und Weissenhorn (* 2. Juli 1568, † 22. März 1594) eine Tochter von Johann Jakob Fugger Freiherrn von Kirchberg und Weissenhorn auf Pfirt und Taufkirchen (* 23. Dezember 1516 in Augsburg, † 14. Juli 1575 in München) und der Sidonia von Colaus genannt Watzler († 18. August 1573) Maria Constantia war eine Enkelin des großen Handelsherren Raymund Fugger, der am 20. Juni 1535 zum Reichsgrafen zu Kirchberg, und Weißenhorn erhoben worden war.
Bernhardin II. heiratete nach dem Ableben seiner ersten Gemahlin in zweiter Ehe 1596 die Gräfin Margarita di Valmarana, die aus einer aristokratischen Familie von Vicenza abstammte, deren Mitglieder sich oftmals als Mäzene von Künstlern und Dichtern betätigten. Sie war eine Tochter des Grafen Leonardo di Valmarana (Sohn des Giovanni Alvise Conte di Valmarana und der Isabella di Nogarola) und der Elisabetta di Porto, einer Tochter des Grafen Giovanni Battista di Porto und der Polyxena di Poyana.
Margaritas Vater, Graf Leonardo di Valmarana zählte zu den Bewunderern des berühmten Architekten der italienischen Renaissance Andrea di Piero della Gondola, genannt Palladio (* 1508, † 1580). Er hatte von seinem Onkel die von Andrea Palladio entworfene aber unfertige Villa Valmarana in Lisiera (Ortsteil der Gemeinde Bolzano Vicentino) geerbt und ließ sie um 1563 – etwas bescheidener als geplant– fertigstellen. In dieser Villa des Palladio verbrachte Margarita Valmarana, wohl ihre Kindheit, wobei anzunehmen ist, dass ihr Ehemann Bernardino II. von Herberstein dort gelegentlich seine Braut besuchte und sich auch von der Kunst Palladios bei seinen Plänen zum Ausbau von Schloss Herberstein inspirieren ließ. Heute ist diese Villa Teil des UNESCO-Welterbes.

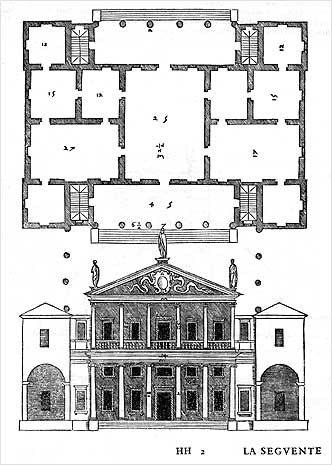
Kupferstich der Villa Valmarana, dem „Elternhaus“ von Margarita Valmarana aus dem Werk Palladios I quattro libri dell’architettura

Aber die Beziehung der Schwiegerfamilie Herbersteins zu Palladio geht noch weiter zurück:
Margaritas väterliche Großmutter, Isabella Nogarola Valmarana, war eine hochgebildete kunstliebende Dame, die ihr Haus Künstlern und Intellektuellen öffnete und gleichfalls zu den Bewunderern des Andrea di Piero della Gondola, genannt Palladio (* 1508, † 1580) und auch zu den Förderern des großen Humanisten und Dichters Gian Giorgio Trissino (* 1478, † 1550) zählte.

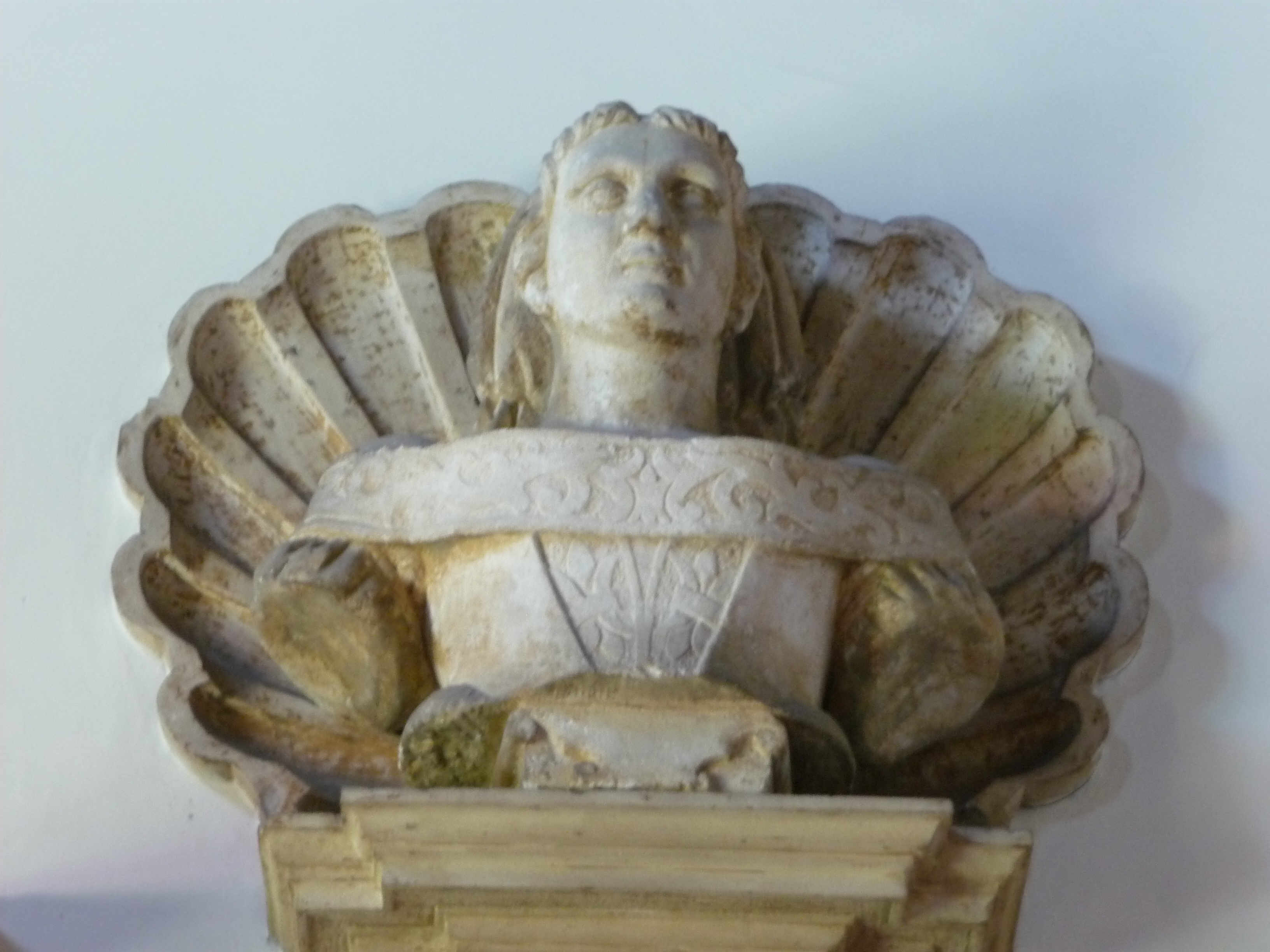
Büste der Isabella Nogarola Valmarana, im Salon des Palazzo im „piano nobile“

Sie bestärkte ihren Ehemann, den Grafen Giovanni Alvise Valmarana darin, den Auftrag für den neuen Palazzo Valmarana in Vicenza an Palladio zu vergeben. Da ihr Gemahl 1558 verstarb, war es Isabella, die den Bau des Palazzo betrieb und 1565 den Auftrag an die Baufirmen unterschrieb, die ab 1566 den Bau nach den Plänen Palladios errichteten (heute am Corso Fogazzaro). Auch die Capella Valmarana in der Krypta der Kirche Santa Corona in Vicenza, in der Margaritas Großeltern ruhen, wurde von Palladio erbaut.

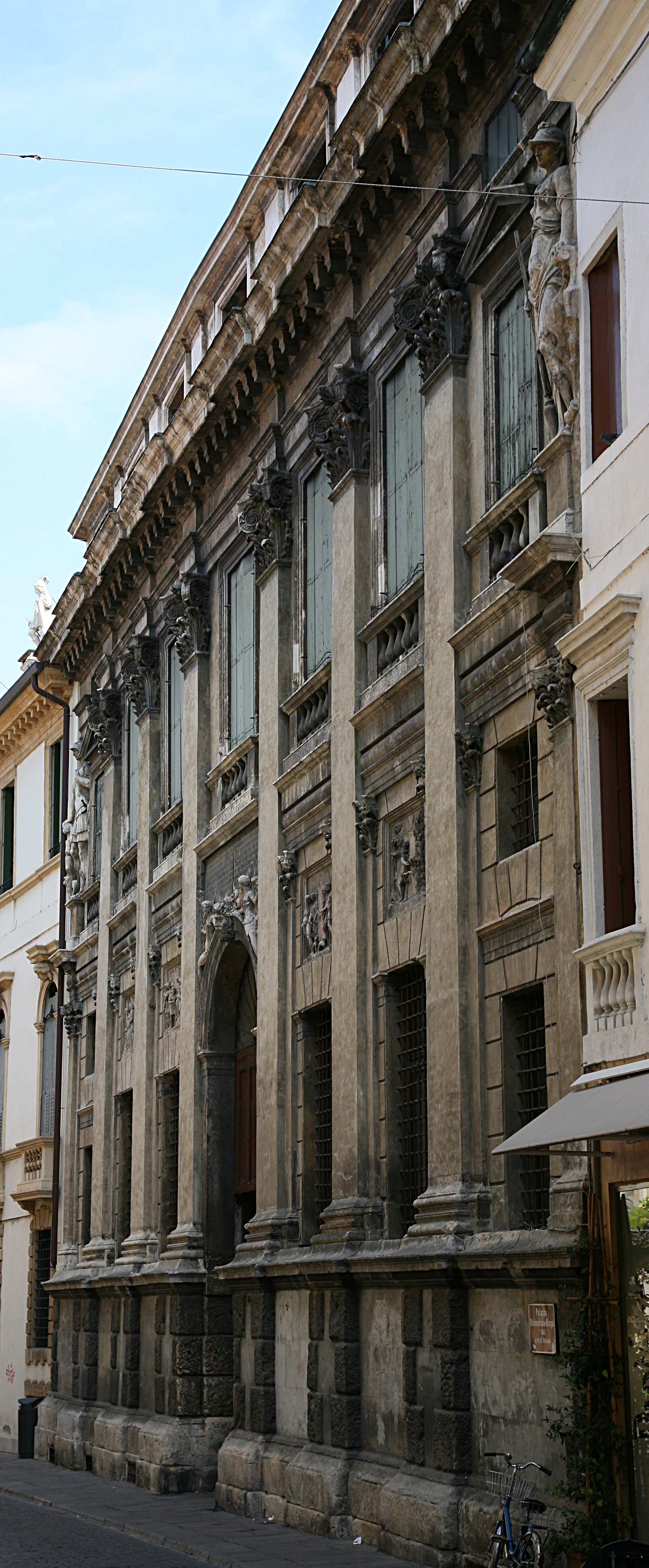
Palazzo Valmarana, in Vicenza, Fassade

Als Witwe war Margarita Freiin von Herberstein erst Obersthofmeisterin der Erzherzogin Constanze von Österreich (* 1588, † 1631), die als Gemahlin von Sigismund III. Wasa König von Polen (1587–1632) von 1605 bis 1621 Königin von Polen war. Ab 1638 war sie Obersthofmeisterin der von Kaiser Ferdinand II. verwitweten Kaiserin Eleonora Gonzaga.
Kinder (seit 1644: „Reichsgraf (bzw. Reichsgräfin) von Herberstein Freiherr (bzw. Freiin) zu Neuberg und Gutenhag“),
Aus 1. Ehe:
- Johann Wilhelm Graf von Herberstein, † 1659
- Maria Renate Gräfin von Herberstein, ⚭ 1.) 29. Mai 1589 Karl von Schrattenbach Freiherr zu Heggenberg, Osterwitz und Eppenstein, Vizedom zu Cilli (heute Celje in Slowenien), † 26. Februar 1612 in Graz[5] ⚭ 2.) 1625 Johann Albrecht Freiherr von Herberstein.

Aus 2. Ehe:
- Johann Maximilian (seit 1644 Reichsgraf von Herberstein Freiherr zu Neuburg und Gutenhag (* 1601, † 19. Mai 1679), der nähere Stammvater der älteren Linie der Herberstein, ⚭ 1.) Eleonore Freiin von Breuner, ⚭ 2.) Susanne Galler von Schwamberg
- Johann Karl Graf von Herberstein, geistlich als Benediktiner im Stift St. Lambrecht in der Steiermark
- Johann Ferdinand Graf von Herberstein (* 1605, † 22. Jänner 1673), ein frommer und gelehrter Theologe, wurde mit 20 Jahren Jesuit, Dr. und Professor der Theologie und des kanonischen Rechtes, Rektor des „Großen Collegiums“ (Akademisches Gymnasium) in Graz
- Johann Bernhard Graf von Herberstein († 1636), Domherr zu Salzburg und Passau
- Johann Georg Graf von Herberstein, Kämmerer und Oberstsilberkämmerer des Kaisers Ferdinand III., war Oberst, dann Kommandant zu Triest und schließlich Hofkriegsrat
- Maria Elisabeth Gräfin von Herberstein, † 1651, ⚭ 22. Februar 1626 in Graz Johann Sigmund Wagen seit 1625 Reichsgraf von Wagensperg, Herr auf Ober-Voitsberg, Greissenegg, Rabenstein, Schwarzenstein u. Wernberg, Seit 1. Juni 1602 Freiherr auf Schönstein und Pragwald, seit 1619 Landstand und Obersterblandmarschall in Kärnten, seit 2. Dezember 1622 Herr auf Saanegg, seit 29. September 1625 Reichsgraf von Wagensperg, kaiserlicher Geheimer Rat und Kämmerer, Landesverweser, Präsident der Hofkammer und Regierungsstatthalter, (* 18. Jänner 1574, † 28. November 1640)
- 4 Kinder († jung)